# Robert Macaire
Robert Macaire est un personnage imaginaire lié au romantisme français, figurant le bandit, l'affairiste sans scrupule. Inventé vers 1823, il est récurrent dans certaines œuvres théâtrales, romanesques et visuelles (caricature, gravure, et plus tard au cinéma).

## Création
Il fut créé par le dramaturge Benjamin Antier et incarné par l'acteur Frédérick Lemaître dans le drame L’Auberge des Adrets, représenté pour la première fois le 2 juillet 1823 au théâtre de l'Ambigu-Comique, à Paris. Il fut ensuite repris  en 1835 dans une deuxième pièce intitulée Robert Macaire.
Antier, Saint-Amand et Polyanthe avaient composé très sérieusement un mélodrame sombre, aux phrases pompeuses et ampoulées, L’Auberge des Adrets, dont le principal rôle était destiné à Frédérick Lemaître, lors de la reprise de cette pièce en 1832 au théâtre de la Porte-Saint-Martin.
Ne se faisant aucune illusion sur la valeur de l’ouvrage et craignant d’y faire piteuse figure, le grand acteur imagina, au cours des répétitions, de transformer cette naïve élucubration en plaisanterie. Il fit entrer dans son projet l’acteur Firmin, chargé du rôle de Bertrand :
« Comment, sans faire rire, rendre ce personnage grossièrement cynique, cet assassin de grand chemin… poussant l’impudence jusqu’à se friser les favoris avec un poignard, tout en mangeant un morceau de fromage de gruyère !… Un soir, en tournant et retournant les pages de mon manuscrit, je me mis à trouver excessivement bouffonnes toutes les situations et toutes les phrases des rôles de Robert Macaire et de Bertrand, si elles étaient prises au comique.
Je fis part à Firmin, garçon d’esprit, et qui comme moi se trouvait mal à son aise dans un Bertrand sérieux, de l’idée bizarre, folle, qui m’avait traversé l’imagination.
Il la trouva sublime! »
— Frédérick Lemaître, Souvenirs
Un personnage grotesque, à la mine dépenaillée, aperçu sur le boulevard, lui donna l’idée de son Robert Macaire. Le soir de la première représentation, auteurs et directeur furent stupéfiés par la nouvelle manière des deux compères. Ils comptaient sur un succès de larmes : ce fut le triomphe du fou rire. Quand le public vit ces deux bandits venir se camper sur l’avant-scène dans cette position tant de fois reproduite, affublés de leurs costumes devenus légendaires : Bertrand avec sa houppelande grise, aux poches démesurément longues, les deux mains croisées sur le manche de son parapluie, debout, immobile, en face de Macaire qui le toisait crânement, son chapeau sans fond sur le côté, son habit vert rejeté en arrière, son pantalon rouge tout rapiécé, son bandeau noir sur l’œil, son jabot de dentelle et ses souliers de bal, l’effet fut écrasant.
Rien n’échappa à la sagacité avide d’un public surexcité par ce spectacle nouveau et imprévu. Les coups de pied prodigués à Bertrand, la tabatière criarde de Robert Macaire, les allusions de toutes sortes furent saisies avec une hilarité d’autant plus grande que le reste de la pièce fut rendu par les autres artistes avec tout le sérieux et toute la gravité que comportaient leurs rôles.
Après 1830, avaient surgi un grand nombre de drames tout empreints des idées particulières d’ironie et de révolte contre toutes les autorités. L'un des signes les plus caractéristiques des années qui suivirent 1830 est la popularité du type de Robert Macaire qui, à cette époque agitée, devint l’incarnation du crime facétieux, du vol spirituel et du meurtre jovial.
Les auteurs de la pièce prirent leur parti des changements introduits par les deux acteurs, à l’exception du docteur Polyanthe, qui voua « une rancune implacable » à Frédérick Lemaître. Le 6 décembre suivant, la pièce fut reprise sur la même scène, et les auteurs en donnèrent une seconde édition « conforme à la représentation ». Une autre reprise eut lieu à la Porte-Saint-Martin, le 28 janvier 1832, sous la direction de Harel. Le rôle de Bertrand était tenu par Serres, qui se montra, paraît-il, bien supérieur à Firmin.
Le public, qui semblait prendre un goût malsain à ce que Heinrich Heine appelait le « Robert macairianisme », à cette affectation de tout bafouer, de ne pas croire à la vertu, de rire du vice et de ne plus voir qu’une « blague » dans les sentiments honnêtes et généreux, acclama ce railleur impudent et vicieux. L’Auberge des Adrets devint une sorte de cadre élastique, de scénario complaisant où se renouvelaient chaque jour les improvisations les plus ébouriffantes.
La pièce jouée en 1832 était quelque peu différente du mélodrame primitif ; le troisième acte avait été supprimé et remplacé par une charge restée fameuse : les deux voleurs, poursuivis par les gendarmes, montaient dans une loge d’avant-scène et jetaient sur le plancher du théâtre, représentés par deux mannequins, les deux agents de la force publique qu'ils avaient tués, puis aux applaudissements de la foule, ils concluaient par cette maxime :
Tuer les mouchards et les gendarmes,
Ça n’empêche pas les sentiments.
Au moment où Robert Macaire et Bertrand, entourés de gendarmes et de témoins, sentaient qu’ils allaient être découverts, ils se regardaient de travers : « — Sortons, disait Macaire à Bertrand ; il s’agit de vider une affaire d’honneur. — Tenez, marquis, il vaut mieux que nous sortions ! » Au moment où l’on recherchait l’auteur du crime qu’ils venaient de commettre, Bertrand disait avec candeur au brigadier : « Tenez, Monsieur le gendarme, je propose une chose : c’est que tout le monde s’embrasse et que cela finisse ! »
Les lazzis des deux coquins obtenaient souvent des succès « d’actualités ». Lorsqu’on leur demandait leur profession, par exemple, leur choix dépendait alors de l’événement de la veille. Robert Macaire se faisait aéronaute et professeur dans l’art « d’enlever » des ballons ou encore, le lendemain d’un vol à la collection numismatique de la Bibliothèque royale : « conservateur des médailles ». Enfin Bertrand disait volontiers : « Ma femme prend des enfants en sevrage et je perfectionne leur éducation ».

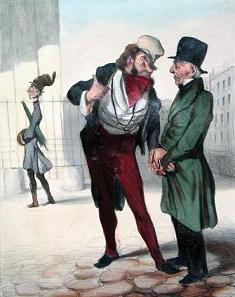
Illustration de Daumier pour Robert Macaire, agent d’affaires.

La vogue de ce drame tragico-burlesque fut telle qu’elle inspira à Frédérick Lemaître l’idée de développer les deux types de bandits de Bertrand et de Robert Macaire, et de leur donner pour cadre une véritable comédie de mœurs. Il se mit à l’œuvre et écrivit avec Benjamin Antier et Saint-Amand, ses deux collaborateurs naturels, la pièce de Robert Macaire, pièce en quatre actes et six tableaux qui, après quelques péripéties, fut jouée aux Folies-Dramatiques le 14 juin 1834. Le succès fut colossal et fit la fortune du directeur Mourier. Le parterre fit aux deux coquins un accueil encore plus enthousiaste que précédemment, et, enhardis par leur popularité, les deux acteurs ajoutaient chaque soir quelque bouffonnerie plus cynique : « c’était leur fête de chaque jour, disait Jules Janin, de s’en aller tête baissée à travers les établissements de cette nation, de faucher à la façon de quelque Tarquin déguenillé, les hautes pensées, les fermes croyances, et de semer, chemin faisant, l’oubli du remords, le sans-gêne du crime, l’ironie du repentir. » Le public encourageait ces audaces en les applaudissant avec d’autant plus de frénésie qu’elles étaient plus irrespectueuses de toute autorité.
Chaque théâtre voulait avoir son Robert Macaire : l’un donna La Fille de Robert Macaire, un autre Le Fils de Robert Macaire, un troisième Le Cousin de Robert Macaire. Aux Funambules on jouait Une émeute au Paradis ou Le voyage de Robert Macaire. Après avoir grisé saint Pierre, le sinistre gredin lui volait les clefs du ciel, mettait le paradis en goguette et débauchait les saints et les anges ; le diable essayait, mais en vain, d’empoigner Robert Macaire, qui restait le plus fort et le plus heureux dans l’autre monde comme sur la terre. Les plaisanteries sacrilèges étaient un des épices de cette pantalonnade blasphématrice où l'on pouvait entendre une oraison dominicale commençant par ces mots : « Notre père qui êtes dans la lune. »
Le gouvernement finit par interdire ces spectacles auxquels le public, surtout populaire, prenait un plaisir excessif qui l’inquiétait. Un soir où Frédérick Lemaître s’était fait la tête du roi Louis-Philippe pour jouer le personnage de Robert Macaire, la police n'hésita pas à intervenir.

## Postérité

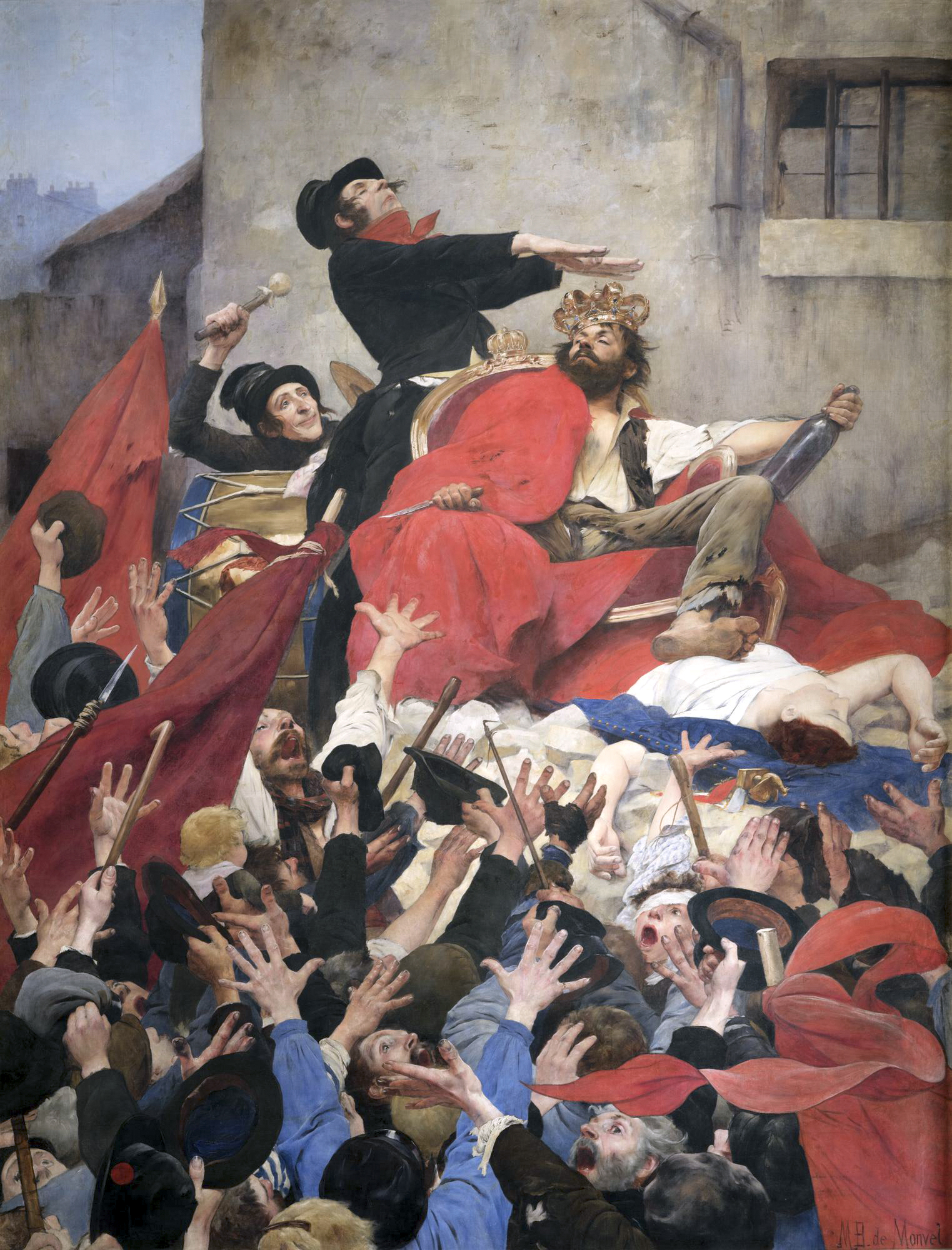
L'apothéose de la canaille, ou le triomphe de Robert Macaire (Boutet de Monvel, 1884).

Le type ainsi lancé avait rapidement conquis une popularité qui ne devait plus s’éteindre. Il fut repris quelques années plus tard par Philipon, qui inspira au crayon de Daumier une série de lithographies représentant Robert Macaire dans toutes sortes de situations sociales pour devenir, selon le mot de James Rousseau dans sa Physiologie du Robert Macaire, « l’incarnation de notre époque positive, égoïste, avare, menteuse, vantarde… essentiellement blagueuse. » Ces dessins, qui parurent dans le Charivari, de 1836 à 1838, ont été réunis par l’éditeur Aubert dans un album intitulé Les Robert Macaire. En 1856, sort un album de caricatures lithographiées intitulé La Bourse signé Alcide-Joseph Lorentz qui figure un monument imaginaire à la gloire de Macaire, élevé devant la palais Brongniart, et sous-titré « les agiots reconnaissants ».
Robert Macaire et Bertrand sont des costumes qui apparaissent parmi les personnages typiques du Carnaval de Paris en 1830.
Le personnage, accompagné de son compère Bertrand, a été représenté dans un tableau monumental de Louis-Maurice Boutet de Monvel (1850-1913), L'Apothéose de la canaille ou le triomphe de Robert Macaire, peint en 1884, une charge moins anti-communarde qu'anti-affairiste de l'artiste, à une époque de scandales financiers.
La Robert-Macaire fut le nom donné jadis à une danse osée, variété de cancan. 
Robert Macaire apparait dans La Queue de la poële, pièce pour marionnettes de Gaston Baty (1944). 
On retrouve Robert Macaire en 1945 dans Les Enfants du paradis, le film de Marcel Carné où Frédérick Lemaître, incarné par Pierre Brasseur, joue la pièce L’Auberge des Adrets.
Le nom de Robert Macaire apparaît dans l'une des Chantefables (Le dromadaire) de Robert Desnos.
Il a inspiré à l'auteur de bande dessinée flamand Willy Vandersteen la série Robert et Bertrand, publiée de 1972 à 1992.
En 1998, Eric-Emmanuel Schmitt raconte la création de ce personnage par Frédérick Lemaître dans sa pièce Frédérick ou le Boulevard du Crime.

## Adaptations cinématographiques et télévisuelles
- 1925 : Les Aventures de Robert Macaire, film muet français réalisé par Jean Epstein – Scénario de Charles Vayre, d'après la pièce L'Auberge des Adrets de Benjamin Antier, Saint-Amand et Polyanthe - Adaptation de Raoul Ploquin avec Jean Angelo dans le rôle de Robert Macaire – Durée 162 minutes
- 1971 : Robert Macaire (téléfilm, 1971)[6],[7],[8],[9], téléfilm réalisé par Pierre Bureau  - Adaptation de Charles Charras d'après Frédéric Lemaître et Maurice Alhoy – Musique de Gérard Calvi - durée 95 minutes - Distribution :  Jean Marais : Robert Macaire, André Luguet : Le baron Wormspire, Corinne Marchand : Eloa, Gabriel Gobin : Pierre, Hubert de Lapparent : Bertrand, Marcel Pérès : Le villageois, Charles Charras : Le député, Max Desrau : Monsieur Gogo, Marius Laurey : L'aéronaute, Sébastien Floche : Le domestique, Georges Beauvilliers : Le policier, Marco Perrin : Le premier gendarme, Pierre Moncorbier : Monsieur Rémi, Renée Gardès : madame Rémi, Maritin : Charles - Extrait du téléfilm de 1971 : https://www.youtube.com/watch?v=7-0z6Auy5BA
- 1976 : Robert Macaire, téléfilm réalisé par Roger Kahane – Adaptation de Georges Neveux d’après la pièce L'Auberge des Adrets – Directeur de la photo : Louis Miaille – Costumes : Anne-Marie Marchand  - Distribution :  Robert Hirsch : Robert Macaire  Pierre Bertin : Le baron  Michel Tureau : Charles  Geneviève Fontanel : Eloa  Pierre Doris : Bertrand, Jean-Jacques Moreau : Pierre, Sophie Agacinski : Louise, Max Desrau : le curé, Jean Louis Le Goff : Monsieur Gogo, Roger Desmare : l'huissier, Georges Adet : un client, Jacques Lalande : le commissaire, Louis Navarre : Théodore